# Partit Whig anglès
Whig fou un partit polític britànic que va estar present en els parlaments d'Anglaterra, Escòcia, Gran Bretanya i més tard en el del Regne Unit, entre els anys 1680 i 1850 aproximadament. Va sorgir com a resposta a la facció Tory i, ja des dels seus inicis, va tenir un paper important en la Revolució Gloriosa quan aquell país va passar de ser una monarquia autoritària a ser una monarquia parlamentària. Entre el seu electorat hi havia els protestants que reclamaven més llibertat religiosa, la classe comerciant i els progressistes en general.

## Orígens
La paraula Whig té origen en la manera despectiva de referir-se a aquest sector polític per part dels seus oponents. Sorgeix dels covenanters («els suplicants»), un grup de presbiterians que van marxar des del sud-oest d'Escòcia cap a Edimburg el 1648 en el que es va conèixer com el "whiggamore raid", utilitzant els termes whiggamore («guia a cavall d'un ramat») i whig («conductor de cotxe de cavalls» en gaèlic) com a denominació de menyspreu que designava al Kirk Party, facció presbiteriana radical dels covenanters escocesos, que efectivament van acabar assolint el poder. Si es comparen els grups socials que més van lesionar el poder reial durant la dictadura, van representar els sectors socials que més s'oposaven al poder desmesurat del rei a l'Anglaterra de final del segle xviii.
Durant la crisi de la llei d'exclusió del 1678-1681, el sobrenom es va donar a Anglaterra a les agrupacions que amb el temps esdevindrien el Partit Whig Britànic i és per això que es considera lord Shaftesbury com el fundador del partit.

## Ideari
Els Whig van defensar els drets del Parlament i volien excloure el pretendent, el duc de York (que després seria el rei Jaume II), a ser rei per evitar l'absolutisme. Representaven als «dissenters» («dissidents religiosos») i, per tant, no adscrits a la confessió tradicional anglicana; a més dels comerciants. Rebutjaven l'anglicanisme de l'església oficial perquè s'havia mostrat intervencionista en la política de l'estat i perquè havia donat suport a la monarquia absoluta.
Impulsaren la proclamació del Bill of Rights (Declaració de drets) que s'erigiria com una nova empenta per consolidar unes constitucions bàsiques al país, alhora que recolzaren i protagonitzaren la revolució del 1688. Per als Whig la Revolució Gloriosa no fou un episodi aïllat, sinó que formava part d'un cicle que es va tancar en el mateix moment en què la revolució va concloure. La revolució del 1688 va ser la plataforma que utilitzarien els Whig per avançar, per evolucionar políticament i institucionalment cap a un règim més obert i amb unes bases més sòlides i àmplies. D'altra banda, la interpretació estricta dels fets de la revolució té unes connotacions pròpies. Per als Whig el rei era un servidor del poble amb el qui estava vinculat mitjançant un contracte, que és la mateixa constitució. En el seu concepte de monarquia no entrava la tradicional idea d'intervenció divina i, per tant, era l'incompliment del contracte per part del rei el que permetia a la nació canviar el contracte o escollir un nou rei.
El filòsof John Locke (1632-1704) és un dels filòsofs que més va influir en el pensament dels whig i va assentar les bases del liberalisme polític tan favorable a les classes socials que els whig representaven. En el seu Tractat del Govern Civil va proposar un sistema polític que assegurava les llibertats i els drets dels individus. Pensava que els membres d'una societat estableixen entre si un contracte, pel qual delegaven el poder en els governants. Per això l'acció dels governants calia ser controlada pels representants del poble i, si el govern era injust, el poble tenia el dret a rebel·lar-s'hi.
En la seua Carta sobre la Tolerància del 1689, Locke afirma: «Per hom, l'Estat és una societat d'homes constituïts únicament amb la finalitat d'adquirir, conservar i millorar els seus propis interessos civils. Per interessos civils entenc la vida, la llibertat, la salut i la prosperitat del cos; i a la possessió de béns externs, com els diners, la terra, la casa, el mobiliari i objectes.»

## Fites aconseguides
Durant el segle xviii, els grups comercials i manufacturers més poderosos van poder assolir el govern parlamentari amb la finalitat de promoure els seus interessos econòmics. Es van eliminar privilegis reials, aristocràtics i de les corporacions artesanals, els monopolis, les prohibicions, els peatges i els controls de preus, que obstaculitzaven la llibertat de comerç i d'indústria. Es van crear i enfortir instruments que servien per al desenvolupament de les noves activitats econòmiques: es va crear el Banc d'Anglaterra i es varen generalitzar les societats anònimes, es va difondre la tolerància religiosa i es va protegir i fomentar el progrés de la ciència.
L'Estat anglès va promoure especialment el desenvolupament del comerç i de la indústria manufacturera. L'Acta de Navegació, sorgida del règim d'Oliver Cromwell el 1651, es va mantenir i ampliar. Establia que el transport de totes les mercaderies procedents de o destinades a Anglaterra es faria exclusivament amb vaixells anglesos, i així trobem el desenvolupament d'una flota mercant que converteix a Anglaterra en la propietària dels mars del món.
Des del 1700, a més, el Parlament britànic va prohibir exportacions de llana en brut i va organitzar l'establiment d'artesans estrangers per desenvolupar la indústria tèxtil. Els compradors de deute públic de l'Estat i els accionistes del Banc d'Anglaterra van formar una classe nova de capitalistes, interessats en el triomf de Guillem III. Aquest rei va mantenir els Whig en el poder i el Partit Tory a l'oposició, que seguien propers als Stuart (Jaume II).
El partit Whig es va anar formant a partir dels habitants de les ciutats i petits propietaris rurals, defensors dels drets del Parlament i acèrrims enemics de l'autoritarisme monàrquic. Apareixeran com autèntics triomfadors en dues dates tan emblemàtiques com el 1688 i el 1714 en participar en la consolidació de la victòria del constitucionalisme sobre l'absolutisme que s'erigiria com un senyal d'identitat. Van contribuir a l'assentament de la dinastia Hannover, apartant definitivament els Stuart catòlics de la Corona britànica.
Durant tota la primera meitat del segle xviii van ser el grup hegemònic en el poder, guanyant-se la confiança del rei i assentant el seu poder enfront de les pretensions dels Estuard o persuadint els Tory perquè els acceptessin. Destaquen personatges com Robert Walpole, Henry Pelham o William Pitt "el Vell" que consolidarien la forma de fer dels whig i el poder parlamentari. Durant el XVIII va assumir la imatge de ser el partit del país, és a dir, els veritables representants de la voluntat de la població i els defensors dels interessos de les classes "productives" davant les rendistes.
Hem d'entendre que, tot i les corrupcions que poguessin anar entorn dels whigs i dels seus governs, a més del faccionalisme i personalismes que els caracteritzaven, aquest grup fou l'artífex del constitucionalisme sorgit del segle xviii. La corrupció d'altra banda, tot i utilitzar-se, evidentment, per aconseguir beneficis personals i avantatges, és cert que va afavorir també a la presa de consciència d'uns sectors que calia que estiguessin units per governar. L'enllaç econòmic i personal va motivar per una banda la relaxació de les posicions i per altra l'interès a entrar en el Parlament britànic per rebre aquests beneficis. Sense voler-ho i de manera contradictòria, l'intent de submissió dels Comuns via suborns implicava, alhora, que el suport parlamentari era necessari per governar, essent centre d'interès polític.
Varen ser un element de transformació del món anglès i durant el seu poder hegemònic no van desaprofitar la situació per enfortir el sistema institucional anglès del qual ara els britànics en poden parlar amb orgull. Certament no van estar sols i els Tory en són un altre element transcendental. Tanmateix, la marca Whig s'ha d'escriure al costat dels primers anys de construcció institucional britànica.
Encara que va començar sent un partit revolucionari i liberal, posteriorment es va dividir en tres faccions d'ideologia diversa:
- una conservadora
- una altra proteccionista
- una radical.